# Ryan Kiera Armstrong
Ryan Kiera Armstrong, née le 10 mars 2010 à New York (État de New York), est une actrice américaine.
Elle est notamment connue pour avoir interprété le personnage de Minnie May Barry dans la série télévisée Anne with an E, sortie en 2017 sur Netflix. Ryan est également apparue dans le film d'horreur Ça : Chapitre 2, sorti en 2019. En 2021, elle est présente dans la distribution principale de la première partie de la dixième saison de la série American Horror Story, intitulée Double Feature.

## Biographie
Ryan Kiera Armstrong naît le 10 mars 2010 au Beth Israel Medical Center, à New York. Elle est la fille de l'acteur Dean Armstrong et de Berta Bacic. 
En 2017, elle obtient le premier rôle de sa carrière : celui de Minnie May Barry, dans la série Anne with an E. 
En 2019, elle rejoint le casting du film Ça : Chapitre 2 en interprétant le personnage de Victoria Fuller.
En 2021, elle apparaît dans le film de super-héros Black Widow, ainsi que dans la première partie de la dixième saison d'American Horror Story, où elle incarne Alma Gardner, l'un des personnages principaux. 
En 2022, elle interprète le personnage de Charlie McGee dans le film Firestarter, nouvelle adaptation du roman Charlie de Stephen King, où elle joue aux côtés de Zac Efron, qui interprète quant à lui le personnage d'Andy McGee, le père de Charlie.      
En 2023, elle incarne le personnage de Brooke, dans le western spaghetti The Old Way.  
En 2024, elle interprète le personnage de Fern, une membre de l'escouade Skeleton, dans la série télévisée Star Wars : Skeleton Crew.
Ryan Kiera Armstrong a fait la Une des journaux en 2023 lorsque, à l'âge de 12 ans, elle a été nommée aux Golden Raspberry Awards 2022 en tant que pire actrice pour sa performance dans le remake de   Firestarter. Sa nomination a été retirée à la suite de la réaction négative et outrée du public, puis les Golden Raspberry Awards ont par la suite modifié leurs règles pour exclure les mineurs de toute nomination future.

## Filmographie

### Cinéma
- 2019 : Dans les yeux d'Enzo : Zoé
- 2019 : Ça : Chapitre 2 : Victoria « Vicky » Fuller
- 2019 : An Assortment of Christmas Tales in No Particular Order : Violet
- 2020 : The Glorias : Gloria, enfant
- 2020 : Wish Upon A Unicorn : Mia Dindal
- 2021 : Black Widow : Antonia Dreykov, enfant
- 2021 : The Tomorrow War : Muri Forester, enfant
- 2022 : Firestarter : Charlene « Charlie » McGee
- 2022 : Wildflower : Bea, jeune
- 2023 : The Old Way : Brooke Briggs

Prochainement
- Maternal : Sophie Talbot

### Séries télévisées
- 2015–2019 : Anne with an E : Minnie May Barrie (16 épisodes)
- 2018 : La vérité sur l'affaire Harry Quebert : Nola Kellergan, enfant (3 épisodes)
- 2021 : American Horror Story: Double Feature : Alma Gardner (rôle principal, première partie - 6 épisodes)
- 2024 : Star Wars : Skeleton Crew : Fern
- À venir : Career Opportunities in Murder & Mayhem : Imogène, jeune
- À venir : Buffy contre les vampires : Nora La nouvelle Tueuse[4]